# Ochotona cansus
Ochotona cansus är en däggdjursart som beskrevs av Lyon 1907. Ochotona cansus ingår i släktet Ochotona, och familjen pipharar. Senare fylogenetisk analys visar på osäkerheter i artens uppdelning gentemot andra i familjen. IUCN kategoriserar arten globalt som livskraftig.

## Utseende
Denna piphare blir 11,6 - 16,5 cm lång. Arten är liten med en vikt mindre än 70 g. Den har ljus gråbrun till ljusbrun päls på ovansidan och ljusbrun till vit päls på undersidan. På strupen är pälsen brunaktig. Under vintern blir pälsen mera gråaktig. Skillnader till Ochotona thibetana finns i avvikande detaljer av skallens konstruktion.

## Utbredningsområde
Ochotona cansus är endemisk till Kina, och har fått sitt namn efter provinsen Gansu.

## Habitat
Ochotona cansus lever på 2700 – 3800 meters höjd över havet på alpina ängar eller buskområden där Ölandstok och Caragana jubata (Karagansläktet) växer.

## Ekologi
Individerna har revir som överlappar varandra. När honor har ungar är reviren större och de överlappar mer. Överlappningen är störst hos hannar och honor som bildar ett par och de kan även dela sina bon. Boet består av några få ingångar, upp till 1 meter långa gångar och av ett centralt rum. Ibland används övergivna bon av Himalayamurmeldjur (Marmota himalayana). Denna piphare är främst aktiv på dagen och ibland även på natten. Den söker sällan skydd i boet under hårda väderförhållanden. Arten gömmer sig bara när den upptäcker en fiende.
Födan utgörs främst av gräs och örter som kompletteras med bark, blad och blommor.
Hannar som har sitt revir i anslutning till honans revir kan strida mot varandra. Liksom andra pipharar har arten flera pipande läten för kommunikationen. Monogama par byter även doftmärken med varandra. Fortplantningen sker mellan april och augusti. Honor kan ha två eller tre kullar under tiden med upp till 6 ungar per kull. Honan är cirka 20 dagar dräktig och ungen syns ungefär 10 dagar efter födelsen för första gången utanför boet. Efter cirka 18 dagar slutar honan med digivning. Hannar deltar inte i ungarnas uppfostring.
Ochotona cansus jagas av medelstora rovdjur samt av olika rovlevande fåglar. Livslängden antas vara lika som hos andra pipharar.

## Underarter
Arten delas in i följande underarter:
- O. c. cansus
- O. c. morosa
- O. c. sorella
- O. c. stevensi